# Lagotka uralská
Lagotka uralská (Lagotis uralensis) je nízká, vytrvalá, vlhkomilná rostlina rostoucí pouze v Rusku na rozhraní Evropy a Asie, je ruským endemitem. Je jednou z asi třiceti druhů rodu lagotka a je hodnocená jako poměrně vzácná, jen na několika málo místech se vyskytující rostlina, která je zapsána v ruské Červené knize ohrožených druhů.

## Rozšíření
Vyskytuje se na východě evropského Ruska na území jižního a severního Uralu, jakož i v přilehlé Ťumenské oblasti západní Sibiře. Na jižním Uralu se vyskytuje jen na dvou místech v Čeljabinské oblasti na hoře Velký Nurguš a v Baškortostánu pod horským hřebenem Iremel, kdežto na severním Uralu roste na více místech a zabíhá i do rovinaté tundry u poloostrova Jamal. Je v tamní přírodě původní druh.

## Ekologie
Přísný heliofyt, vyrůstá na otevřených a dobře osluněných stanovištích. Je považován za mezofyt se známkami hygromorfismu. Vyskytuje se v malých populacích v podhorské nebo horské mecho-lišejníkové tundře, obdobně jako v nízkých trávnicích podél břehů potoků odvádějících vodu z tajících sněhových polí. Voda na takovýchto stanovištích zajišťuje dostatečnou vlhkost půdy a tamní teplota vzduchu mívá menší extrémy. Méně častěji se rostlina nalézá na kamenitých pláních, skalách a po horním okraji horských modřínových lesů. Hranice lesa v těchto místech bývá ve výšce 800 až 880 m n. m.
Je hemikryptofyt a podobně jako jiné vysokohorské a arktické rostliny má na rašících lodyhách pupeny bez šupin, neboť ty se přeměnily na prvotní zelené listy. Rozvíjejí se bezprostředně poté, co teplota vzduch na jaře stoupne nad nulu, tím se prodlužuje období fotosyntézy a čerpání živin, které zajistí kvetení a tvorbu plodů i při krátkém období vegetace. V zimě jsou pupeny místo šupinami chráněny před nízkými teplotami suchými listy, mechem a horní vrstvou půdy.
Je poměrně nízkou rostlinou a nesnáší konkurenci vyšších rostlin, při jejích růstu ve své blízkosti ze stanoviště vymizí, stejně tak se vytrácí následkem pastvy sobů, sběru kvetoucích rostlin či pošlapáním rozmáhající se turistikou. Ani dospělé rostliny nekvetou každoročně, pauzy jsou vysvětlovány nepříznivými povětrnostními podmínkami v období, kdy se tvoří pupeny květných lodyh. Ve vysokohorských populacích vykazuje většina jedinců pomalejší růst, menší velikost i delší přestávky mezi jednotlivými roky kdy plodí. Ekologické optimum pro růst lagotky uralské se nachází v subalpínském pásu a v polygonální tundře mezi 800 až 900 m n. m., což odpovídá spodní hranici jejího obvyklého vertikálního výskytu.

## Popis
Vytrvalá, polykarpická bylina s jednoduchou nebo větvenou lodyhou vysokou 20 až 40 cm, Vyrůstá ze svislého nebo šikmého oddenku s drobnými kořeny. Listy v přízemní růžici bývají dlouhé až 25 cm, jsou zaoblené nebo podlouhle eliptické, zoubkované či celistvé a mají dlouhý řapík. Lodyžní listy jsou kosočtverečného tvaru, přisedlé a vyrůstají protilehle. Ve vyšších horských polohách klesá podíl větších a středních rostlin (menší výška, velikost listů, délka květenství i počet semen).
V horní části lodyhy rostou šedobílé oboupohlavné květy v hustém, koncovém, klasovitém květenství válcového tvaru. Květenství může být dlouhé 6 až 12 cm a obsahovat sedmdesát až dvě sta slabě pyskatých květů. Jsou přisedlé, každý vyrůstá z paždí listenu a u horních květů bývají listeny namodralé. Květní kalich je krátký a slabě namodralý. Koruna dlouhá asi 10 mm je špinavě bílá nebo modrá a je dvakrát až třikrát delší než kalich, má válcovitou korunní trubku ohnutou téměř v pravém úhlu, horní pysk je mělce vroubkovaný nebo má dva až tři zuby, dolní pysk je dvou nebo trojlaločný. Tyčinky s krátkými nitkami nesou 1 mm velké modré prašníky. Květy jsou opylovány létajícím hmyzem.
Plod je podlouhlá, podélně vrásčitá tobolka se semeny, kterými se rostlina rozmnožuje.

## Evoluce
Obvykle se vyskytuje v malých skupinách, které bývají od sebe oddělené vysokými horami a dolinami porostlými lesy, přes které opylující hmyz nelétá. Projevuje se proto u populací jen malá genová výměna zajišťována procesem opylování. Například skupina rostlin na jižním Uralu je přibližně 550 km vzdálena od nejbližších rostlin na severním Uralu. Jednotlivé populace, na první pohled kilometricky blízké, jsou zase často oddělené nejen fyzickými bariérami (hory), ale také fytocenotickými (husté a tmavé jehličnaté lesy) i fenologickými (rozdíly v datech kvetení) překážkami. Mezi nepříznivé faktory narušující opylování patří také deštivé, chladné léto nebo silný vítr, případně studený podzim jenž zkrátí vegetační období natolik, že semena nedozrají.
S těmito nepříznivými podmínkami se evoluce druhu vyrovnává tak, že jednotlivé rostliny jsou schopné plodit semena s určitými přestávkami (závislými na hydrotermálních podmínkách) po dobu dvaceti až třiceti let a jejich květenství může mít až kolem 200 květů. Tato vlastnost zajišťuje průběžnou kontinuitu produkce semen a obohacování o mladé rostliny. Délka života populace se na stanovišti pohybuje od 35 do 73 let.